# Pteropus yapensis
Pteropus yapensis es una especie de murciélago de la familia Pteropodidae.

## Distribución geográfica
Se encuentran en la isla de Yap.